# Dâmboviţa (flod)
Dâmboviţa er en flod i Rumænien, der løber igennem hovedstaden Bukarest.
Dâmboviţa-floden opstår i de Transsylvanske Alper, strømmer sydpå over den Valakiske slette, og flyder sammen med en af Donaus bifloder, Argeş-floden.
45°29′54″N 24°56′14″Ø / 45.4983°N 24.9372°Ø